# 商学科
商学科（しょうがっか）とは大学、短期大学に置かれる学科の一つであり商学を教育研究することを目的としている。

設置形態は商学部内に商学科が置かれているところから経済学部や経営学部などの違った名称の学部内に置かれているところまで大学によって様々である。

学問体系の始祖としては、1873年（明治6年）6月に福澤諭吉が日本初の簿記書である『帳合の法』初編を出版し、簿記講習所を設立させ、近代日本の商取引に簿記が導入された。その後、福澤諭吉が設立に関わった商法講習所（現・一橋大学）、三菱商業学校（慶應義塾分校）、桐原捨三（慶應義塾出身）を所長として設立された大阪商業講習所（現・大阪公立大学）等の官民の教育機関が商学教育の主軸となった。今日に続く商学科をもつ伝統校の中には、計理の専修、明治の商科、三田の理財等がある。さまざまな四年制大学や短期大学で学科が現存している大学もあるが、経営学科などの他学科への改組により募集停止となった大学も数多く見られる。一方、大阪商業大学のように他学科からの改組もある。学術団体については、1951年4月21日、日本商業学会が慶應義塾大学教授向井鹿松を初代会長として設立された。商学の学習が進む者については公認会計士試験を受験することが多い。

## 商学科を置いている大学
- 小樽商科大学
- 北海商科大学
- 一橋大学
- 横浜市立大学（国際商学科） - 2019年4月開設
- 大阪公立大学
- 下関市立大学（国際商学科）
- 高崎商科大学
- 東京国際大学
- 千葉商科大学
- 慶應義塾大学
- 明治大学
- 中央大学（商業・貿易学科）
- 日本大学（商業学科）
- 駒澤大学
- 横浜商科大学
- 愛知学院大学
- 名古屋学院大学
- 関西大学
- 大阪商業大学
- 大阪産業大学
- 岡山商科大学
- 広島修道大学
- 西南学院大学
- 福岡大学
- 九州産業大学
- 熊本学園大学

## 商学科を置いている短期大学
- 埼玉女子短期大学

## 商学科を置いていた大学
- 長崎大学
- 琉球大学
- 奈良県立大学
- 北九州市立大学
- 札幌学院大学
- 上武大学
- 青山学院大学
- 上智大学
- 明治学院大学
- 東京経済大学
- 東洋大学
- 山梨学院大学
- 中京大学
- 名古屋商科大学
- 名城大学
- 大阪学院大学
- 阪南大学
- 日本文理大学